# Martín Fierro (primera revista)
Martín Fierro fue una revista argentina de difusión de las ideas anarquistas, dirigida y publicada por Alberto Ghiraldo en Buenos Aires, desde el 3 de marzo de 1904 hasta el 6 de febrero de 1905, convirtiéndose desde el mes de octubre de 1904 hasta su cierre en el suplemento semanal del diario La Protesta.

## Historia
En total se editan 48 números con una cantidad de páginas que oscila entre 12 y 16 en formato 270x190 mm, impresos en sus comienzos en los talleres de El Correo Español y, más tarde, en el taller de La Protesta.
Su redacción, que originalmente se encontraba en una oficina próxima a la Avenida de Mayo se traslada a la casa particular de Ghiraldo donde continúa hasta su cierre definitivo cuando la policía allana el domicilio particular del escritor.
La revista hace su aparición en un contexto en el cual el número de lectores porteños se encuentra en expansión, producto de la combinación de la creciente urbanización, el desarrollo del aparato escolar, la alfabetización y la aparición de nuevas opciones de comercialización de lectura.
Hacia este nuevo mercado está dirigida Martín Fierro, particularmente hacia los sectores populares ya que está dedicada básicamente a difundir la ideología anarquista y fue concebida como un elemento de lucha del Movimiento obrero argentino contra la Ley de residencia.
La ideología anarquista, tradicionalmente vinculada desde la prensa burguesa a "agitadores extranjeros", es mostrada en Martín Fierro como propia del gaucho a través de diversos escritos que van desde cuentos, poesías, ilustraciones y notas hasta artículos de índole sociológica.
También hace hincapié en las diversas formas de opresión de la mujer con un contenido feminista en algunas de sus columnas.
Por otra parte las vinculaciones de su director con un amplio elenco de intelectuales tales como Roberto Payró, Carlos de Saussens, Manuel Ugarte, José Ingenieros, Ricardo Jaimes Freyre, Carlos Baires, Juan Más y Pi, Eduardo Schiaffino, Evaristo Carriego, Alfredo Palacios y Rubén Darío, todos colaboradores de la revista, amplía la proyección de Martín Fierro fuera del campo exclusivamente ácrata.
A partir del número 32, de octubre de 1904, la revista pasa a ser suplemento semanal del diario La Protesta, publicación libertaria también dirigida por Ghiraldo. Desde este momento desaparecen las importantes ilustraciones y caricaturas políticas que denuncian los atropellos clericales y patronales a los que son sometidos los sectores populares.
Como consecuencia de la represión desatada por la revolución radical de 1905, el 6 de febrero La Protesta es allanada y obligada a cerrar temporalmente. La revista no volverá a aparecer, ya que luego de la reapertura del diario meses más tarde, el director sufre en este momento presiones internas que lo obligan a abandonar su función, aunque no su militancia anarquista que expresará en el futuro en la revista Ideas y Figuras.

## Otros proyectos con el mismo nombre
Posteriormente hubo dos proyectos editoriales con el mismo nombre, el primero en 1919 y 1920 y el segundo entre 1924 y 1927 los dos bajo la dirección de Evar Méndez, aunque no tuvieron relación alguna con esta primera revista. Para ver información sobre estas dos publicaciones ver Martín Fierro (revista).